# Пылающая равнина
«Пыла́ющая равни́на» (англ. The Burning Plain) — драма 2008 года режиссёра Гильермо Арриага.

## Сюжет
Действие фильма начинается в городке Нью-Мексико. Джина (Ким Бейсингер) является матерью 4 детей. Она тайно встречается с Ником Мартинесом (Хоаким Де Алмейда). Об этом узнаёт её дочь Марианна, которая начинает следить за матерью и её любовником, которые обычно встречаются в трейлере. Она устраивает утечку газа, подведённого к вагончику, с целью напугать мать и расстроить её новые отношения. Но это оборачивается трагедией — трейлер взрывается, Джина и Ник погибают.
После похорон Марианна знакомится с сыном Ника Сантьяго. Между ними завязывается отношения, которые осуждают как в семье Ника, так и в семье Марианны. Влюблённые вынуждены бежать, но потом выясняется, что Марианна беременна. Сразу после рождения дочери Марианна оставляет ребёнка и Сантьяго и уезжает в другой город, взяв себе новое имя Сильвия. Проходит десять лет и Сильвия (Шарлиз Терон) работает в ресторане Портленда. В это время несчастье случается с Сантьяго в Мексике и он, лёжа в больнице, просит своего друга Карлоса взять дочь и отыскать Марианну. Увидев их рядом со своим домом, Марианна пугается и убегает. Но затем она сама начинает разыскивать дочь в отелях города. В результате им удаётся поговорить и все возвращаются в Мексику с надеждой на выздоровление и прощение Сантьяго.

## В ролях
- Шарлиз Терон  — Сильвия / Марианна[2]
- Ким Бейсингер — Джина
- Дженнифер Лоуренс — Марианна в молодости
- Дэни Пино — Сантьяго Мартинес
- Джей Ди Пардо  — Сантьяго в молодости
- Жоаким Ди Алмейда — Ник Мартинес
- Джон Корбетт — Джон
- Робин Танни — Лаура
- Бретт Каллен — Роберт
- Хосе Мария Яспик — Карлос
- Tessa Ia — Мария Мартинес
- Рэйчел Тикотин — Ана
- Диего Торрес — Кристобаль Мартинес

Слоган фильма: Love heals. Love absolves. Love burns.

## Создание фильма
Гильермо Арриага дебютировал здесь в качестве режиссёра, ранее он  был известен как сценарист фильмов режиссёра Алехандро Гонсалеса Иньярриту   «Сука любовь» (2000), «21 грамм» (2003) и «Вавилон» (2006). Премьера фильма состоялась на  фестивале Savannah Film Festival в 2008 году.

## Награды
- Венецианский кинофестиваль, 2008 год: Приз Марчелло Мастроянни. Номинация на Золотого льва.[3]